# Sputnik 9
Sputnik 9, esta nave espacial Vostok, fue la cuarta prueba de una serie de naves espaciales rusas, diseñadas como precursores de los vuelos espaciales tripulados. La nave llevaba un maniquí como cosmonauta, el perro Chernushka, ratones y una cobaya. El vuelo duró una sola órbita, y la recuperación fue exitosa.

## Parámetros de la misión
- Masa: 4.700 kg
- Perigeo: 173 km
- Apogeo: 239 km
- Inclinación: 64,93 °
- Período: 88,6 minutos
- NSSDC ID: 1961-008A [cita requerida]

| Predecesor: Venera 1 | Programa Sputnik 1961 | Sucesor: Sputnik 10 [cita requerida] |